# Zenit (dòng tên lửa đẩy)
Zenit (tiếng Ukraina: Зеніт, tiếng Nga: Зени́т; Zenith) là một họ tên lửa vũ trụ, thiết kế và phát triển bởi viện thiết kế Yuzhnoye, Dnipro, Ukraine, khi đó vẫn còn thuộc Liên Xô. Zenit bắt đầu được chế tạo từ những năm 1980 để: làm tầng đẩy phụ trợ nhiên liệu lỏng cho tên lửa đẩy Energia và, sau khi bổ sung thêm tầng đẩy 2, trở thành một tên lửa đẩy hạng trung hoàn chỉnh, có khả năng mang được tải trọng lớn hơn tải trọng 7 tấn hàng hóa Soyuz nhưng nhỏ hơn tải trọng 20 tấn của tên lửa đẩy Proton. Zenith là dòng tên lửa cuối cùng được phát triển bởi Liên Xô, với mục tiêu thay thế cho tên lửa đẩy Soyuz và họ tên lửa đẩy Proton, nó được thiết kế để sử dụng loại nhiên liệu an toàn hơn và ít độc hại hơn chất đẩy nitrogen tetroxide/UDMH của tên lửa Proton. Các chuyến bay có người lái của tàu Soyuz đã được dự kiến sẽ sử dụng tên lửa đẩy Zenit, tuy nhiên kế hoạch này đã bị hủy bỏ sau khi Liên Xô tan rã vào năm 1991.
Zenit-3SL được phóng bởi công ty Sea Launch từ các bệ phóng nổi trên biển Thái Bình Dương và Zenit-2 thì phóng từ Baikonour, Kazakhstan. Động cơ tầng đẩy 1 và 2 của tên lửa Zenit, cũng như ở tầng đẩy cuối cùng mang theo tải trọng của tên lửa Zenit-3SL được Nga chế tạo và cung cấp. Đã có kế hoạch nâng cấp tên lửa Zenit-3SLB cho mục đích thương lại từ trung tâm phóng tàu vũ trụ Baikonur từ tháng 4 năm 2008.
Zenit-3SL đã có tổng cộng 36 lần phóng, trong đó có 32 lần phóng thành công, một lần phóng gần thành công, và ba lần phóng thất bại. Thất bại đầu tiên là trong lần phóng vệ tinh viễn thông do Hughes chế tạo, thuộc sở hữu của ICO Global Communications, xảy ra vào 12/3/2000 do lỗi của phần mềm dẫn đến việc không thể đóng van ở tầng đẩy thứ 2 của tên lửa. Thất bại tiếp theo xảy ra vào 30/1/2007, tên lửa đã phát nổ trên bệ phóng Odyssey, vài giây sau khi kích hoạt động cơ. Vệ tinh viễn thông NSS-8 bị phá hủy.
24/11/2011, Zenit-3SL phóng thành công từ bệ phóng Odyssey, dưới cái tên mới là dự án Sea Launch, với RSC Energia là cổ đông chính. Tên lửa đã đưa vệ tinh viễn thông Atlantic Bird 7 của châu Âu lên quỹ đạo đã định. Ngày 1/2/2013, một vụ phóng Zenit-3SL khác đã thất bại trong khi phóng vệ tinh Intelsat 27.

## Lịch sử
Zenit-2 là tên lửa Zenit đầu tiên được thiết kế để sử dụng làm tên lửa đẩy. Nó bao gồm hai tầng đẩy. Tầng I sử dụng động cơ RD-171 và tầng II sử dụng động cơ RD-120. Tên lửa phóng lần đầu vào ngày 13 tháng 4 năm 1985, hai năm trước khi tên lửa Energia phóng thử, do sự chậm trễ liên quan đến sự phát triển của Energia. Zenit-2 sẽ được sử dụng cho các vụ phóng tàu có người lái và được đặt trong bệ phóng được chế tạo đặc biệt tại sân bay vũ trụ Baykonur, mang theo phi thuyền Zarya có thể tái sử dụng một phần mới được phát triển vào cuối những năm 1980 nhưng đã bị hủy bỏ. Cũng trong những năm 1980, dự án tàu con thoi Uragan vốn dự kiến sử dụng Zenit-2 làm tên lửa mang, do Viện thiết kế của Vladimir Chelomey đề xuất cũng bị hủy bỏ.
Hai tổ hợp phóng dành cho Zenit đã được xây dựng tại Baikonour, tuy nhiên, tổ hợp thứ hai chỉ được sử dụng hai lần. Ngày 4 tháng 10 năm 1990, đã xảy ra tai nạn khi phóng vệ tinh do thám hải quân Tselina-2, theo đó động cơ tầng đẩy phụ trợ đã bị hỏng khiến cho tên lửa rơi trở lại bệ phóng chỉ sau vài giây, gây ra một vụ nổ lớn. Sự cố này được cho là do rò rỉ đường dẫn LOX. Cần khoảng 45 triệu rúp để sửa chữa lại bệ phóng, tuy nhiên Liên Xô sau đó tan rã đã khiến cho việc sửa chữa bị hủy bỏ.
Tốc độ phóng Zenit chậm lại xuống mức nhỏ giọt trong những năm 1990 do Liên bang Nga thiếu tiền mặt nghiêm trọng, và cũng do Nga không muốn phóng tải trọng quân sự bằng các tên lửa đẩy được sản xuất tại Ukraine không còn thuộc Liên Xô.
Trong suốt những năm 2000, Zenit tìm được một hợp đồng thuê mới trên cơ sở của dự án Sea Launch quốc tế, theo đó các lần phóng tên lửa thương mại sẽ được thực hiện từ một bệ phóng trên biển. Tên lửa Zenit lúc này về cơ bản đã được nâng cấp vài lần về hệ thống đẩy và thiết bị điện tử.
Cuối những năm 2000, chương trình tên lửa Zenit tại Baikonour đã được khôi phục lại và đã thực hiện nhiều vụ phóng thành công.
Tháng 2 năm 2015, sau một năm quan hệ căng thẳng do Nga can thiệp quân sự vào Ukraine, Nga tuyên bố sẽ ngừng "chương trình chung với Ukraine để phóng tên lửa Dnepr và không còn quan tâm đến việc mua tên lửa đẩy Zenit của Ukraine, đào sâu vào các vấn đề đối của chương trình không gian của Ukraine và nhà máy chế tạo tên lửa Yuzhmash đang gặp khó khăn của nó"
Mối quan hệ căng thẳng giữa Ukraine và Nga sau năm 2014 đã dẫn tới việc Cơ quan Vũ trụ Liên bang Nga trong tương lai sẽ không mua thêm các tầng đẩy phụ từ tên lửa đẩy Zenit sản xuất bởi nhà máy Yuzhmash (vốn sử dụng động cơ của Nga). Tuy nhiên 2 tên lửa Zenit đã được vận chuyển tới Nga từ trước đó cho sứ mệnh của Cơ quan Vũ trụ Liên bang Nga sẽ vẫn được sử dụng; các tên lửa Zenit dùng để phóng vệ tinh của Ukraina đã hoàn thiện nhưng không có động cơ do thiếu kinh phí thanh toán. Các hợp đồng phóng vệ tinh thương mại sử dụng các tên lửa đẩy Zenit đã giảm đáng kể từ khi Sea Launch bị đình chỉ hoạt động và tương lai của tên lửa Zenit là không chắc chắn.
Bất chấp xung đột đang diễn ra giữa hai chính phủ, một tên lửa Zenit đã được phóng vào tháng 12 năm 2017, sau hai năm gián đoạn, để đưa lên quỹ đạo vệ tinh AngoSat 1 của Angola.

## Sản xuất
Tầng đẩy I và II của tên lửa Zenit được thiết kế bởi Yuzhnoye và sản xuất bởi Yuzhmash.

## Các phiên bản

### Zenit-2
Tên lửa Zenit-2 là thành viên đầu tiên của dòng tên lửa Zenit, bao gồm hai tầng đẩy. Tầng I sử dụng động cơ RD-171, tầng II sử dụng động cơ RD-120. Tên lửa bay lần đầu vào ngày 13/4/1985, mang theo tải trọng mô phỏng vệ tinh Tselina-2. Tuy nhiên chuyến bay thử nghiệm đã không thành công. Lần phóng thành công đầu tiên xảy ra vào ngày 22 tháng 10 năm 1985.

### Tầng đẩy phụ cho tên lửa Energia
Tầng I của tên lửa Zenit được sử dụng làm tầng tên lửa đẩy phụ trợ cho tên lửa đẩy Energia.  Theo đó bốn tầng đẩy I của tên lửa Zenit sẽ được kết nối thành cụm và kết nối với tên lửa chính nhằm sản sinh ra lực đẩy bổ sung trong giai đoạn đầu của quá trình phóng tên lửa, giống như tầng đẩy bổ trợ của tên lửa đẩy tàu con thoi của Mỹ. Energia chỉ thực hiện được hai lần phóng (1987 và 1988) trước khi chương trình bị hủy bỏ.

### Zenit 2M và 2SLB
Zenit 2M là phiên bản cải tiến của Zenit 2 trong đó có cải tiến hệ thống điều khiển, và hiện đại hóa động cơ. Tên lửa Zenit 2M phóng lần đầu vào ngày 29/6/2007, mang theo vệ tinh quân sự tuyệt mật Tselina-2 của Nga. Zenit-2SLB là định danh tên lửa sử dụng cho mục đích phóng vệ tinh thương mại thông qua công ty con Land Launch của công ty Sea Launch, bắt đầu tham gia phóng vệ tinh thương mại từ Baikonur vào năm 2008.

### Zenit-3SL
Zenit-3SL là tên lửa 3 tầng, được phát triển và sử dụng bởi tập đoàn Sea Launch.
Nó bao gồm:
- Tên lửa đẩy 2 tầng Zenit-2S chế tạo bởi Viện thiết kế Yuzhnoye/Nhà máy cơ khí Yuzhmash của Ukraine.
- Tầng đẩy Block DM-SL mang theo tải trọng, được cung cấp bởi Tập đoàn tên lửa vũ trụ Energia.
- Phần nón côn để bảo vệ tải trọng trong quá trình phóng tên lửa, được cung cấp bởi Boeing.

Tên lửa được lắp ráp tại Long Beach, California. Các vụ phóng diễn ra từ bệ phóng Ocean Odyssey, nằm ở vùng biển xích đạo. Ocean Odyssey cũng được sử dụng để vận chuyển tên lửa đến bãi phóng. Lần phóng Zenit-3SL gần đây nhất xảy ra vào ngày 11 tháng 12 năm 2015. Tầng đẩy I của Zenit-3SL sử dụng động cơ RD-171, và phần lớn hệ thống điều khiển của tên lửa được chế tạo tại Nga. Tuy nhiên, theo cùng một nguồn tin, không rõ liệu các nhà cung cấp linh kiện của Nga có còn hợp tác với Yuzhmash hay không.

### Zenit 3M và 3SLB
Tên lửa Zenit-3M là tên lửa Zenit-2M được lắp thêm tầng đẩy mang tải trọng Block-DM của tên lửa Zenit-3SL. Tên lửa được phóng từ Baikonur. Chuyến bay đầu tiên được thực hiện vào ngày 28 tháng 4 năm 2008. Land Launch tiếp thị thương mại Zenit-3M dưới tên gọi Zenit 3SLB.

### Zenit-3F
Tên lửa Zenit-3F, còn gọi là Zenit-2SB/Fregat, là phiên bản tên lửa 3 tầng dẫn xuất từ Zenit-2M, sử dụng tầng đẩy Fregat mang tải trọng, cũng đã từng được sử dụng trên tên lửa Soyuz, để đưa tàu vũ trụ lên quỹ đạo cao hơn. Nó đã thực hiện chuyến bay đầu tiên vào tháng 1 năm 2011, với tàu vũ trụ Elektro-L No.1 cho chính phủ Nga. Cùng năm đó, nó thực hiện đưa kính thiên văn Spektr-R, có khối lượng 5.000 kilôgam (11.000 lb) lên quỹ đạo với cận điểm quỹ đạo là 10.000 kilômét (6.200 mi) và viễn điểm quỹ đạo 390.000 kilômét (240.000 mi). Lần phóng gần đây nhất xảy ra vào ngày 26 tháng 12 năm 2017 từ Sân bay vũ trụ Baikonur khi tên lửa mang theo vệ tinh Angosat 1 của Angola.

## Đặc điểm kỹ thuật
|                  | Zenit-2                                               | Zenit-3SL                                                |
| ---------------- | ----------------------------------------------------- | -------------------------------------------------------- |
| Số tầng đẩy      | 2                                                     | 3                                                        |
| Chiều dài        | 57 m                                                  | 59,6 m                                                   |
| Khối lượng rỗng  | 37,600 kg                                             | 40,320 kg                                                |
| Khối lượng phóng | 444,900 kg                                            | 462,200 kg                                               |
| Tải trọng        | 13,74 tấn lên quỹ đạo LEO                             | ≈6 tấn lên quỹ đạo GTO                                   |
| Phóng từ         | Baikonur                                              | Bệ phóng trên biển                                       |
| Số lần phóng     | 21 (6 lần thất bại) tính đến ngày 10 tháng 6 năm 2004 | 31 (3 thất bại, 1 thành công một phần) tính đến 1/2/2013 |
| Tỉ lệ thành công | 71,4%                                                 | 91,1%                                                    |
| Price per launch | ~$45 triệu                                            | ~$90 triệu                                               |

### Tải trọng

#### Phiên bản tên lửa 2 tầng đẩy (Zenit-2)
| Tải trọng lên quỹ đạo Trái đất tầm thấp | Tải trọng lên quỹ đạo Trái đất tầm thấp | 13.740 kg           |
| Tải trọng lên quỹ đạo địa cực           | Tải trọng lên quỹ đạo địa cực           | 5.000 kg            |
| Tải trọng lên quỹ đạo địa tĩnh          | Tải trọng lên quỹ đạo địa tĩnh          | Không được thiết kế |

#### Three stage version (Zenit-3SL)
| Tải trọng lên quỹ đạo Trái đất tầm thấp    | Tải trọng lên quỹ đạo Trái đất tầm thấp    | 6.100 kg, mức giới hạn tải trọng tối đa của tầng III |
| Tải trọng lên quỹ đạo Trái đất tầm trung   | Tải trọng lên quỹ đạo Trái đất tầm trung   | 3.965 kg (10.000 km, 45°)                            |
| Tải trọng lên quỹ đạo địa tĩnh             | Tải trọng lên quỹ đạo địa tĩnh             | 1.840 kg                                             |
| Tải trọng lên quỹ đạo chuyển tiếp địa tĩnh | Tải trọng lên quỹ đạo chuyển tiếp địa tĩnh | 5.250 kg (đã được nâng cấp để mang hơn 6.000 kg)     |